# 자야나가
자야나가는 서기 554년부터 가우다 왕국을 다스렸던 왕으로, 가우다의 가장 유명한 왕 샤샹카의 전임자라고 일컬어진다. 자야나가는 가우다의 주권을 확보하기 위해 여러 차례 군사 작전을 펼쳤다. 자야나가는 가우다의 첫 번째 중요하고 독립적인 왕이었다.